# Sunbeam Cossack
Sunbeam Cossack letecký motor firmy Sunbeam Motor Car Co. Ltd., vyráběný v menším počtu (pravděpodobně 350 kusů) od roku 1916. Jeho konstrukce vycházela z řadového šestiválce Amazon.
Vyráběl se ve verzích Cossack I, Cossack II (měl přepracované zapalování, se čtyřmi zapalovacími magnety) a Cossack III (upravený pro pohon vzducholodí).
Motory Cossack poháněly kupříkladu letouny Handley Page O/100 či Short 310, rovněž byly použity na vzducholodích R 36 a R 38.

## Technická data (Sunbeam Cossack I, 320 hp)
- Typ: pístový letecký motor, čtyřdobý zážehový vodou chlazený vidlicový dvanáctiválec (bloky válců svírají úhel 60°) s atmosférickým plněním, vybavený reduktorem, motor pohání levotočivou tažnou (popř. pravotočivou tlačnou) vrtuli
- Vrtání válce: 110 mm
- Zdvih pístu: 160 mm
- Celková plocha pístů: 1140,40 cm²
- Zdvihový objem motoru: 18 246 cm³
- Převod reduktoru: 2,00
- Kompresní poměr: 5,00
- Rozvod čtyřventilový (dva sací a dva výfukové)
- Zapalování dvěma zapalovacími magnety
- Příprava směsi: čtyřmi karburátory Claudel-Hobson CZS 42
- Mazání tlakové, oběžné
- Délka motoru: 1570 mm
- Šířka motoru: 960 mm
- Výška motoru: 988 mm
- Hmotnost suchého motoru: 519,4 kg
- Výkony:
  - vzletový: 350 hp (261 kW) při 2000 ot/min
  - maximální: 364 hp (271,4 kW) při 2100 ot/min